# بادام کرمانی
بادام کرمانی، بادام برگ سنجدی (نام علمی: Amygdalus elaeagnifolia) نام علمی مترادف (نام علمی: Prunus elaeagnifolia) گونه‌ای از سرده بادام است.